# Saranac Lake
Saranac Lake är en ort i Franklin County och Essex County i delstaten New York, USA.